# Scotopteryx reducta
Scotopteryx reducta là một loài bướm đêm trong họ Geometridae.